# Zaveltoren

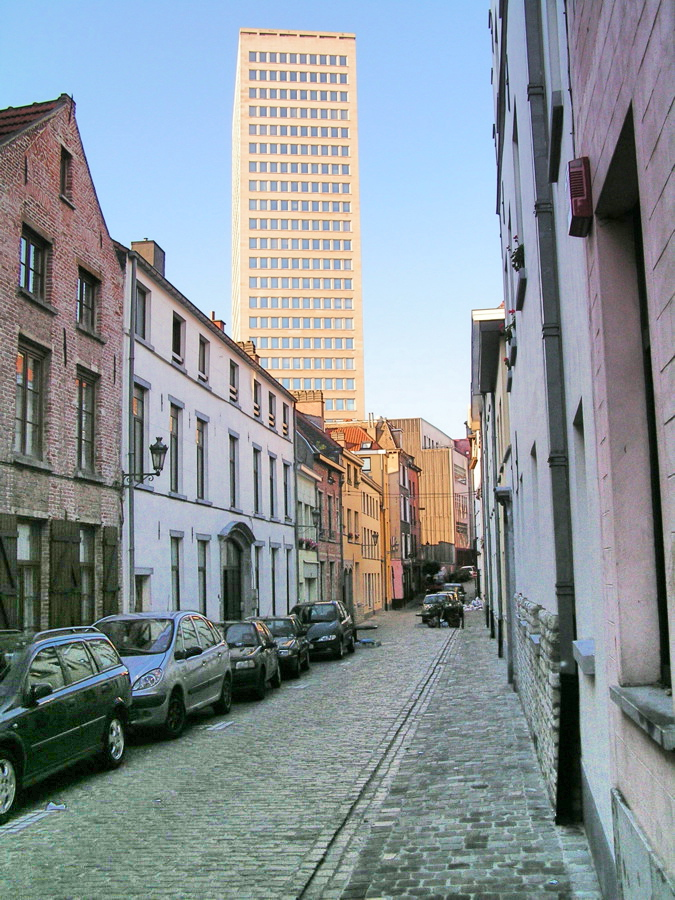
De Samaritanessestraat met de Zaveltoren

De Zaveltoren of Blatontoren (Frans: Tour Sablon of Tour Blaton) is een hoogbouw in Brussel die dienstdoet als kantoorgebouw. Tot recent was een aantal departementen van de Federale Overheidsdienst Financiën hier gehuisvest.
Het gebouw is 80 meter hoog en telt 26 verdiepingen, waarvan de eerste vier dienen als garageruimten. De Zaveltoren werd voltooid in 1968, op de plaats waar voorheen het Volkshuis (Frans: Maison du Peuple) van Horta stond. Hij is het symbool geworden van de sloopwoede en vernieuwingsdrang die Brussel in de jaren 60 onderging. De informele benaming van het gebouw verwijst naar de aannemer, Blaton, die het gebouw heeft laten bouwen.
Vanuit de toren heeft men een uniek zicht op de Marollen, de Zavel en het centrum van Brussel.